# 胡旺林
胡旺林（1958年10月—）湖北浠水人，中国共产党及中华人民共和国官员。

## 生平
大学学历。1983年10月加入中国共产党。历任中共中央办公厅秘书局副处长、中共中央办公厅值班室副主任、《中办通讯》编辑部副主任、主任，副巡视员、中共中央办公厅秘书局局长助理、副局长。2010年3月任中国第一历史档案馆馆长，2014年5月任中央档案馆副馆长、国家档案局副局长兼中国第一历史档案馆馆长，2018年11月卸任。